# Auditorij (kazalište)
Auditorij (od lat. auditorium) u kazalištu predstavlja istoznačnicu za  gledateljstvo, odnosno prostor u kazališnoj dvorani namijenjen smještaju publike, koja je došla prisustvovati kazališnoj izvedbi.
Osim u kazalištu, auditorij predstavlja prostor za gledateljstvo u kongresnim, opernim i koncertnim dvoranama, galerijama, vijećnicama, pa i salonima.

## Etimologija
Izraz auditorij dolazi od latinske riječi auditorium, odnosno pridjeva auditorius (onaj koji čuje) i izvan kazališta označava slušaonicu, predavaonicu, mjesto u kojem se sluša neko izlaganje ili predavanje.
Koncept auditorija u suvremenom kazalištu preuzet je iz starogrčkog kazališta, u kojem je auditorij predstavljao gledateljstvo (slušateljstvo). Kako je grčko kazalište (teatar) bilo polukružnoga oblika, auditorij je predstavljao jedanaest polukružnih redova sjedećih mjesta, koji su bili podijeljeni na pojase (diazomata).

## Struktura
Gledateljstvo je u suvremenom kazalištu odijeljeno od izvođača proscenijem.
Cijena sjedećih mjesta različita je i ovisi o položaju mjesta u odnosu na izvođača i pozornicu. Tako su najbolja mjesta na balkonima skuplja od prvih redova partera. 

Pod pojam auditorij ulazi:
- prostor za orkestar (tzv. arena ili orchestra pit[2]), smješten na nižoj razini od same pozornice
- balkoni i galerije; u većim kazalištima i opernim dvoranama postoje i po dvije ili tri galerije, koje u engleskom jeziku imaju posebne nazive: prva galerija (najniži red balkona) naziva se dress circle; drugi red grand circle, u prošlosti namijenjen višem plemstvu, i treći red, the gods, u kojem se njčešće nalazio prostor za visoke uzvanike, kraljeve i careve.
- parter, prostor za gledateljstvo ispred same pozornice; sastoji se najčešće od redova stolaca ili klupa. U prošlosti je bio smatran prostorom za siromašnije gledateljstvo, a i danas je cijena mjesta u njemu najniža.